# Joseph-Antonio Thomas
Pour les articles homonymes, voir Joseph Thomas et Thomas.
Joseph Antonio Thomas (né le 13 septembre 1912 et mort le 19 janvier 1998) est un contremaître, surintendant et ancien homme politique fédéral du Québec. 

## Biographie
Né à Montréal, il est élu député du Parti libéral de la circonscription de Maisonneuve—Rosemont en 1965. Réélu dans Maisonneuve en 1968 et dans Maisonneuve—Rosemont en 1972, il ne se représente pas en 1974.